# Ninove
Ninove è una città del Belgio, nella provincia delle Fiandre Orientali (arrondissement di Aalst).

## Geografia fisica
Sorge sulla Dendre, a ovest di Bruxelles, e si estende su una superficie di 51,89 km²: al 1º gennaio 2006, contava 35.651 abitanti (491 per km²).

## Storia
Già modesto centro agricolo, Ninove conobbe un certo sviluppo economico a partire dall'XI secolo, quando, sotto Baldovino V il Pio, entrò a far parte della contea di Fiandra insieme a tutto il territorio tra la Dendre e la Schelda. Nel 1137 vi venne fondata un'importante abbazia premonstratense.
Dopo l'estinzione della casa di Borgogna passò agli Asburgo e nel 1529, con tutte le Fiandre, venne unita alla corona spagnola. Occupata dai francesi nel 1658, venne ceduta alla Spagna con il trattato dei Pirenei per poi essere riannessa alla Francia nel 1796: nel 1831 entrò a far parte del neonato del regno del Belgio.